# Augustin Senghor
Ne doit pas être confondu avec Augustin Diamacoune Senghor.
Augustin Senghor, né le 21 novembre 1965 à Dakar, est un avocat, homme politique, et dirigeant sénégalais de football.
Il est le président de la fédération sénégalaise de football depuis 2009.

## Biographie

### Enfance et formation
Né le 21 novembre 1965 à Dakar, Augustin Senghor qui est issu d’un milieu urbain, grandit dans la capitale.
Il a entamé sa scolarité à l’école élémentaire de Gorée entre 1972 et 1976, avant de poursuivre ses études secondaires au lycée Lamine Guèye (ex-Van Vo) de Dakar, où il obtient un baccalauréat littéraire en 1984. Il s’oriente ensuite vers le droit à l’Université Cheikh‑Anta Diop de Dakar (UCAD), au sein de la faculté des Sciences Juridiques et Politiques, obtenant successivement un DEUG I de 1984 à 1985, ensuite DEUG II de 1985 à 1986, puis une licence en droit privé, option judiciaire en 1987. Il achève son parcours universitaire par une maîtrise en droit, toujours en option judiciaire, en 1989, avec le Prix du meilleur mémoire de droit privé décerné par l’École Doctorale de la Faculté de droit (EDJA). Senghor est donc avocat de profession.

## Parcours professionnel
Depuis 1989, Augustin Emmanuel Senghor exerce en tant qu’avocat d’affaires, spécialisé en droit des sociétés, droit bancaire, droit commercial, droit maritime, droit immobilier et droit du sport, affirmant ainsi une expertise juridique pluridisciplinaire au service du monde économique et sportif. Il est également arbitre près le Tribunal Arbitral du Sport (TAS), ce qui témoigne de sa reconnaissance internationale dans le domaine du droit du sport et de son engagement constant pour une gouvernance équitable et rigoureuse des activités sportives.

## Parcours politique
Augustin Emmanuel Senghor, membre du Rassemblement des Écologistes du Sénégal, est fortement impliqué dans la vie politique locale de l’île de Gorée depuis 2002. Élu maire de la commune d’arrondissement de Gorée en 2002 et réélu en 2009, il œuvre notamment à la protection de l’environnement, la gestion des déchets et la valorisation du patrimoine historique local. En parallèle, il exerce la fonction de conseiller municipal et adjoint au maire de Dakar, se positionnant comme un pont entre l’île et la capitale. Depuis 1996, il préside également le Syndicat d’Initiative et de Tourisme de Gorée, promouvant le tourisme local et de 2004 à 2009, il a dirigé l’Association Gorée Diaspora Festival, renforçant les liens entre Gorée et la diaspora africaine, initiative culturelle visant à renforcer les liens entre Gorée et les diasporas africaines, particulièrement à travers un festival culturel et mémoriel,.
En tant que maire de Gorée, il a mis en œuvre une politique de développement local marquée par des projets d’assainissement, d’accès à l’eau potable et la construction d’une digue pour préserver le littoral face à l’érosion marine. Son action s’est également illustrée par la valorisation de la mémoire de la traite négrière, avec l’accueil de cérémonies commémoratives et de délégations diplomatiques sur l’île-mémoire à la Maison des Esclaves, transformant Gorée en lieu de culture, de réflexion et de dialogue. Enfin, il a fortement encouragé la coopération internationale, en signant des jumelages, notamment entre la Maison des Esclaves de Gorée et le musée de Robben Island et en établissant des liens avec des villes européennes et caribéennes, renforçant ainsi la diplomatie décentralisée.

## Parcours sportif
Passionné de sport dès son jeune âge, il a mené une riche carrière multisportive, évoluant comme nageur, athlète et basketteur au sein de l’US Gorée, puis comme footballeur à l’ASC Coumba Castel, tout en représentant brillamment son établissement en athlétisme et en football dans les compétitions scolaires et universitaires de l’UASSU, affirmant ainsi un engagement sportif aussi constant que polyvalent.

## Solide expérience dans la gestion du football de haut niveau

### Au Sénégal
L'engagement sportif d'Augustin Emmanuel Senghor se prolonge dans des rôles de direction. Il dirige l'ASC Coumba Castel (équipe de l'île de Gorée), un club du championnat populaire au Sénégal de 1993 à 2002, année durant laquelle il est nommé à la présidence de l’US Gorée. Il a occupé plusieurs fonctions clés dans le domaine du football. Il a été président de l’ASC Coumba Castel de Gorée de 1993 à 2002, puis membre du conseil d’administration de l’US Gorée entre 1996 et 2002, avant d’en devenir le président à partir de 2002. Son expertise l’a conduit à intégrer le Comité de normalisation du football sénégalais en 2008-2009, où il était chargé de la réforme du secteur. Depuis août 2009, il est président de la fédération sénégalaise de football.
Augustin Senghor se porte candidat à la présidence de la Confédération africaine de football (CAF) avant de renoncer à sa candidature en 2021. En mars 2021, il en devient vice-président .
En juillet 2022, alors que le Sénégal rafle les récompenses lors de la cérémonie des CAF Awards pour la saison 2021-2022 (meilleure équipe, meilleur entraineur avec Aliou Cissé, meilleur joueur avec Sadio Mané et plus beau but avec Pape Ousmane Sakho), Augustin Senghor affirme sans détour que « l’avenir du football mondial appartient à l’Afrique. C’est d’ailleurs peut-être ce qui explique chez certains la peur du changement. Mais le train du football africain est en marche et personne ne pourra l’arrêter. »

#### À l'international
Augustin Emmanuel Senghor occupe de nombreuses responsabilités au sein des instances dirigeantes du football continental et mondial. Il est vice-président du jury disciplinaire de la Confédération africaine de football de 2009 à 2013, membre de la commission de recours de la FIFA durant la même période, puis devient président de la Zone Ouest A de l'Union des fédérations ouest-africaines de football (UFOA) de la CAF en 2011, fonction à laquelle il est réélu en 2015. Arbitre auprès du Tribunal Arbitral du Sport (TAS) depuis 2012, il siège également à la commission juridique de la CAF de 2013 à 2015, à la commission consultative CAF/Associations nationales de 2013 à 2017, ainsi qu’à la commission d’organisation de la Coupe d'Afrique des Nations à partir de 2015. Il agit comme délégué technique de la FIFA lors des Jeux de la Francophonie à Abidjan en 2017, et supervise les élections des fédérations nationales pour la FIFA en Mauritanie (2011), au Niger (2013), au Cameroun (2015) et en Côte d’Ivoire (2016). Il siège à la commission des associations de la FIFA de 2013 à 2017, avant de rejoindre en 2017 la commission des acteurs du football de la FIFA. Depuis mai 2017, il est vice-président de la commission juridique de la CAF et devient membre du comité exécutif de la CAF à partir du 2 février 2018.

## Autres fonctions
Augustin Emmanuel Senghor s’illustre également dans le monde du basket-ball. Il préside la section basketball de l’US Gorée de 1996 à 2002, en plus d’être membre de la Fédération Sénégalaise de Basketball entre 2001 et 2002, puis d’y agir comme conseiller juridique en 2002. Par ailleurs, il siège au comité directeur du comité national olympique et sportif sénégalais (CNOSS) depuis 2013, contribuant activement à la gouvernance multisport de son pays.

## Distinctions
- Meilleur président de fédération africaine de l’année 2025[16]